# 1170 Siva
1170 Siva је Марсов тројански астероид. Приближан пречник астероида је 10,37 ,
а средња удаљеност астероида од Сунца износи 2,326 астрономских јединица (АЈ).
Инклинација (нагиб) орбите у односу на раван еклиптике је 22,191 степени, а орбитални период износи 1295,932 дана (3,548 године). Ексцентрицитет орбите астероида износи 0,299.
Апсолутна магнитуда астероида износи 12,43 а геометријски албедо 0,175.
Астероид је откривен 29. септембра 1930. године.